# روبرت بيرجلاند
روبرت سيلمر بيرجلاند (بالإنجليزية: Robert Bergland)‏ (22 يوليو 1928 - 9 ديسمبر 2018) هو سياسي أمريكي راحل. كان عضوا في مجلس النواب الأمريكي عن الدائرة السابعة للكونغرس في مينيسوتا من عام 1971 إلى عام 1977، وشغل منصب وزير الزراعة من عام 1977 حتى عام 1981 خلال إدارة الرئيس جيمي كارتر.

## بدايات حياته
ولد بيرجلاند بالقرب من روزيو في مينيسوتا، وهو ابن مابل إيفانز وسيلمر بينيت بيرجلاند، وهو ميكانيكي سيارات. درس الزراعة في جامعة مينيسوتا في برنامج لمدة عامين. امتهن الزراعة، وأصبح مسؤولًا في دائرة تثبيت الاستقرار الزراعي في وزارة الزراعة من 1963 إلى 1968.

## المهنة

### نائب عن مينيسوتا
كان بيرجلاند عضوًا في مجلس النواب الأمريكي من عام 1971 إلى عام 1977 كعضو في حزب الديمقراطيين والمزارعين والعمال، ودخل المجلس بفوزه على الجمهوري الأمريكي أودين لانغن عام 1970. انتخب في مؤتمرات الكونغريس 92 و 93 و 94 و 95. خدم في الكونغرس ضمن اللجان الفرعية للجنة الحفظ والزراعة والثروة الحيوانية والحبوب ومنتجات الألبان والدواجن.

### وزير الزراعة الأمريكي
في عام 1977، استقال بيرجلاند من مجلس النواب بعد فترة وجيزة من بداية توليه لفترة جديدة، وعينه الرئيس جيمي كارتر كوزير للزراعة، وعمل في هذا المنصب من 23 يناير 1977 حتى 20 يناير 1981.
نشأ خلال فترة ولايته صراع طفيف لكن مشهور بين وزارة الزراعة الأمريكية وإدارة الخدمات العامة، ونتج عنه إهداء المقهى التابع لوزارة الزراعة الأمريكية تكريما للمنقب ألفريد باكر (الذي اعرف بأكله لحم رفاقه في شتاء علم 1874)، احتجاجا على إنهاء إدارة الخدمات العامة لعقود خدمات المقاهي من عهد نيكسون.

### مهنة ما بعد الوزارة
بعد نهاية إدارة كارتر في عام 1981، أصبح بيرجلاند رئيسًا لمنظمة فارمال لاند العالمية حتى عام 1982، ثم أصبح نائب الرئيس والمدير العام للرابطة الوطنية التعاونية الكهربائية الريفية. ضغط في هذا المنصب بيرجلاند على الكونغرس والهيئات التنظيمية نيابة عن شركة الكهرباء التعاونية.
تقاعد في عام 1994، وتم انتخابه من قبل المجلس التشريعي في مينيسوتا لفترة إدارة في مجلس جامعة مينيسوتا. تقاعد بيرجلاند بعد فترة واحدة وامتلك مزرعة مساحتها 600 فدان (2.4 كم مربع) في مينيسوتا.

### الحياة الشخصية
تزوج من هيلين إلاين غراهن في عام 1950. وأنجبا سبعة أطفال. توفي بيرجلاند في 9 ديسمبر 2018 في دار لرعاية المسنين في روزيو عن عمر يناهز 90 عاما.

## روابط خارجية
- روبرت بيرجلاند على موقع مونزينجر (الألمانية)
- روبرت بيرجلاند على موقع إن إن دي بي (الإنجليزية)